# Tolvskillingsoperan
Tolvskillingsoperan (Die Dreigroschenoper) är en tysk musikteaterpjäs (Stück mit Musik) från 1928 av Bertolt Brecht (text) och Kurt Weill (musik). 

## Produktionshistorik
Handlingen är en bearbetning av 1700-talspjäsen Tiggarens opera av John Gay. Översättningen av Gays drama gjordes av Brechts medarbetare Elisabeth Hauptmann; texten till Tolvskillingsoperan håller sig i många avseenden förmodligen mycket nära denna översättning (som inte finns bevarad), men Brecht förändrade texten på ett större antal viktiga punkter. Bland annat interpolerades sånger, inspirerade av Kipling och Villon (Brecht fick senare medge att han plagierat en tysk Villon-översättning och låta översättaren få del av royalties för verket).

### Uruppförande
Tolvskillingsoperan tillkom under en ganska kort tidsperiod 1928; arbetet med detta verk avbröt för några månader Kurt Weills pågående arbete med partituret till operan Mahagonny. Efter kaotiska repetitioner med talrika ändringar och strykningar uruppfördes verket - utan större förväntningar – på Theater am Schiffbauerdamm i Berlin 31 augusti 1928 med bland andra Weills hustru Lotte Lenya som Krog-Jenny. Trots de låga förväntningarna blev det hela en storslagen succé. Enligt uppgift var det den kraftfulla Kanonsången (Kanonenlied) i första akten som lade grunden till publikframgången.

### Senare versioner
Tolvskillingsoperan hade premiär på Broadway 1933, där den spelades utan någon stor framgång. I New York 1954 spelade Lenya rollen som Jenny i en uppsättning off-Broadway som blev en långkörare. Pjäsen har sedan dess ofta synts på repertoarerna världen över. 2004 spelades den i London i en djärv nyuppsättning och bearbetning, som gjorde underklassmiljön i pjäsen råare och mer brittisk.
Den svenskspråkiga premiären ägde rum den 23 oktober 1929 på Svenska Teatern i Helsingfors. 

### Svenska uppsättningar
Bara en dryg vecka efter den finska premiären, den 2 november, skedde den svenska premiären i Stockholm på Komediteatern i regi av Ernst Eklund. Ingmar Bergman fick upp ögonen för den när han var utbytesstudent i Nazityskland och satte själv upp stycket på Intiman 1950. Dramatens första uppsättning ägde rum 1969 i regi av Alf Sjöberg. 2019 spelades Tolvskillingsoperan i ett samarbete mellan Kulturhuset Stadsteatern och Folkoperan.

## Musik
Kurt Weills musik, som kvantitativt går långt utöver omfattningen för vanlig "skådespelsmusik", är däremot med ett undantag helt nyskriven. Den framstår idag som det kanske mest utpräglade uttrycket för Weills så kallade "Song"-stil, men här finns även klart neobarocka element (till exempel i uvertyren) och kännetecken för många olika musikaliska stilar. Sångerna skrevs inte för traditionella skolade röster, men är samtidigt egentligen i svåraste laget för vanliga skådespelare utan professionell sångträning.

### Mackie och Jenny
Den mest berömda sången i Tolvskillingsoperan är Die Moritat von Mackie Messer, ofta bearbetad och av bland andra Louis Armstrong framförd under titeln Mack the Knife. Sedan har också Sjörövar-Jennys visa (Die Seeräuber-Jenny) blivit ett mycket populärt stycke bland kabarésångerskor alltifrån Nina Simone till Judy Collins och Marianne Faithfull. Det svenska 80-talsbandet Imperiet spelade in en rockversion av Kanonsången.

## Personer
| Roll                                                                      | Röstfack      | Urpremiären 1928 Theater am Schiffbauerdamm Regi Erich Engel | 1929 Svenska Teatern, Helsingfors Regi Nicken Rönngren                                                                                 | 1929 Komediteatern Regi Ernst Eklund                                         | 1950 Intiman Regi Ingmar Bergman                                                           |
| ------------------------------------------------------------------------- | ------------- | ------------------------------------------------------------ | --- | ---------------------------------------------------------------------------- | ------------------------------------------------------------------------------------------ |
| Jonathan Jeremiah Peachum, hälare och ledare för ett tjuv- och tiggarband | baryton       | Erich Ponto                                                  | Åke Claesson | Sture Baude                                                                  | Anders Ek                                                                                  |
| Fru Peachum (Frau Peachum)                                                | mezzosopran   | Rosa Valetti                                                 | Elsa Nyström | Signe Wirff                                                                  | Hjördis Petterson                                                                          |
| Polly, deras dotter                                                       | sopran        | Roma Bahn                                                    | Nanny Westerlund | Alice Eklund                                                                 | Gertrud Fridh                                                                              |
| Macheath (Mackie Messer/Mackie Kniven), banditledare                      | tenor/baryton | Harald Paulsen                                               | Hilding Rollin | Ernst Eklund                                                                 | Edvin Adolphson                                                                            |
| Jackie "Tiger" Brown, polismästare                                        | baryton       | Kurt Gerron                                                  | Axel Slangus | Carl-Gunnar Wingård                                                          | Ulf Johanson                                                                               |
| Lucy, hans dotter                                                         | sopran        | Kate Kühl                                                    | May Pihlgren | Anna-Lisa Baude                                                              | Ann-Mari Wiman                                                                             |
| Krog-Jenny, prostituerad (Spelunken-Jenny)                                | mezzosopran   | Lotte Lenya                                                  | Arna Högdal | Mimi Pollak                                                                  | Eva Dahlbeck                                                                               |
| Gatusångaren (Moritatensänger)                                            | baryton       | Kurt Gerron                                                  | Rurik Ekroos | Nils Lundell                                                                 | Lars Egge                                                                                  |
| Filch, en av Peachums tiggare                                             | tenor         | Naphtali Lehrmann                                            | Erik Lindström | Gösta Terserus                                                               | Birger Malmsten                                                                            |
| Smith, konstapel                                                          | baryton       | Ernst Busch                                                  | Jalo Lesche | Albert Ståhl                                                                 | Folke Hamrin                                                                               |
| Ledsna Walter (Trauerweiden-Walter)                                       | tenor         | Ernst Rotmund                                                | Gunnar Wallin | Einar Axelsson                                                               | Georg Skarstedt                                                                            |
| Falskmyntar-Matthias (Münz-Matthias)                                      | tenor         | Karl Hannemann                                               | Emil Lindh | Gösta Cederlund                                                              | Alf Östlund                                                                                |
| Krokfinger-Jakob (Hakenfinger-Jakob)                                      | tenor         | Manfred Fürst                                                | Rurik Ekroos | Nils Lundell                                                                 | Ragnar Falck                                                                               |
| Kofots-Robert (Säge-Robert)                                               | tenor         | Josef Buntzel                                                | Erik Fröling | Sven Peterson                                                                | Wiktor ”Kulörten” Andersson                                                                |
| Jimmie                                                                    | tenor         | Werner Maschmeyer                                            | Sven Relander | Bror Öbergson                                                                | Gösta Prüzelius                                                                            |
| Ede                                                                       | tenor         | Albert Venohr                                                | Halvar Lindholm | Erland Colliander                                                            | Rune Andréasson                                                                            |
| Pastor Kimball                                                            | talroll       |                                                              | Edvin Ingberg | Knut Martin                                                                  | John Melin                                                                                 |
| Tiggare, gangstrar, horor, poliser                                        |               |                                                              | Sven Berndes, Ulla Björkman, Bertel Granberg, Elsie Juslin, Birgit Kronström, Gudrun Mörne, Runar Schauman, Marie Stanowsky, Elmi Usmi | Bertil Ehrenmark Stina Seelig Valborg Svensson Maja Jerlström Märta Svensson | Lars-Erik Liedholm Emy Storm Julie Bernby Teeri Stenhammar Gita Gordeladze Astrid Lindgren |

## Handling
Prolog
Den årliga marknaden i Soho. I en ballad besjungs den fruktade och allestädes närvarande banditkungen Macheath, alias Mackie Messer ("Die Moritat von Mackie Messer").
Akt I
Jonathan Peachum har grundat en firma, som beviljar "tiggarlicenser" och erbjuder hjälp och skydd mot 50% av inkomsterna. Den som vägrar blir bortkörd eller bestraffad, såsom Filch, som har tiggt på egen hand. Peachum är ständigt på dåligt humör och är nu ursinnig för att dottern Polly har varit borta hela natten. Under tiden firar Polly bröllop med Macheath i ett stall, som är möblerat med tjuvgods. Polly sjunger visan om "Sjörövar-Jenny". Polismästaren Brown, en gammal vän och krigskamrat till banditkungen, bevistar bröllopet ("Kanonen-Song"). Peachum, som inte vill väcka uppmärksamhet, vill inte ha den uppseendeväckande Macheath till svärson. Han beslutar att röja Macheath ur vägen genom att ange honom för polisen.
Akt II
Peachum tvingar Brown att söka efter Macheath. Men Polly varnar Macheath som överlämnar ledningen av banditbandet till henne och söker sin tillflykt i sitt tidigare hemvist, en bordell i Soho ("Pimp's Ballad"). Macheaths före detta väninna och medarbetare, horan Jenny, mutas av fru Peachum och förråder honom för polisen. Polismästaren Brown vill ogärna gripa sin gamle vän. Browns dotter Lucy ställer till en scen eftersom Macheath har lovat att gifta sig med henne. När Polly besöker sin make råkar de båda kvinnorna i luven på varandra ("Das Eifersuchtsduett"). Medan Polly hämtas av sin mor, hjälper Lucy banditledaren att fly.
Akt III
Peachum  utövar utpressning mot Brown. Om Macheath inte hamnar bakom lås och bom, tänker han låta sina tiggare ställa till med oroligheter under firandet av drottningens kröning. Macheath blir åter förrådd av Jenny och sätts i fängelse i väntan på att han skall hängas. Macheath försöker muta vakterna men gatorna är överfulla med folk på grund av kröningsfestligheterna och pengarna kommer inte fram i tid. Banditerna och även hans hustru Polly tar avsked av Macheath. Banditledaren förs till galgen men en kunglig budbärare kommer ridande och tillkännager att Macheath har blivit benådad ("Gang zum Galgen"). Macheath erhåller en livränta och ett adelsbrev från drottningen.

## Filmatiseringar

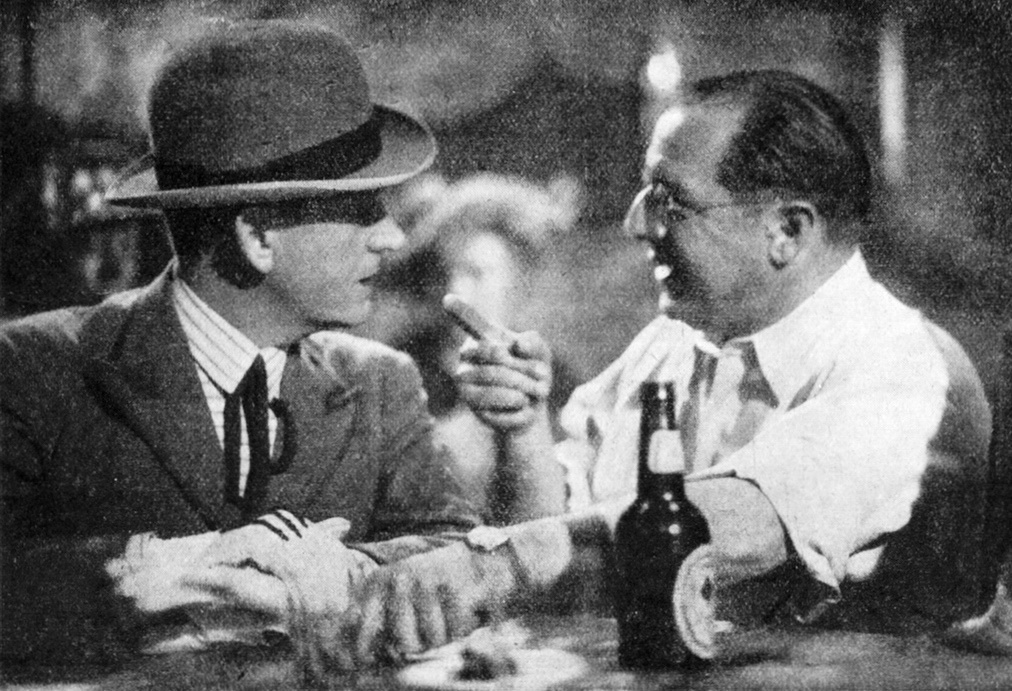
Georg Wilhelm Pabst (t.h.) med skådespelaren Albert Préjean under inspelningen av den franska versionen av Tolvskillingsoperan 1931.

- 1931 regisserade Georg Wilhelm Pabst den första filmatiseringen av Die Dreigroschenoper. Sångerskan Lotte Lenya medverkade i rollen som Krog-Jenny.[4]
- 1931, Pabst gjorde även fransk version, L'opéra de quat'sous, där den mest namnkunnige skådespelaren i ensemblen är Antonin Artaud.[5]
- 1962, en tysk filmatisering av Wolfgang Staudte med Curd Jürgens, Gert Fröbe och Hildegard Knef.[6]
- 1989 gjordes en amerikansk film som fick titeln Mack the Knife i regi av Menahem Golan med bland andra Raúl Juliá och Richard Harris.[7]
- 2018 hade den tyska filmen Mackie Messer – Brechts Dreigroschenfilm premiär. Filmen är regisserad av Joachim A. Lang. Filmen handlar dels om Bertolt Brechts arbete med att överföra teaterstycket till film dels framförs hela Tolvskillingsoperan. Huvudrollen som Bertholt Brecht spelas av Lars Eidinger.[8]